# Pont Yule
Le pont Yule est un pont routier du Québec qui relie Chambly à Richelieu en enjambant la rivière Richelieu. Il dessert ainsi la région administrative de la Montérégie.

## Caractéristiques
Le pont est emprunté par la route 112. Il comporte quatre voies de circulation, soit deux par direction, lesquelles sont séparées par une ligne double centrale. Un trottoir est également aménagé du côté nord du pont.
On estime que 23 500 véhicules empruntent le pont chaque jour, soit une moyenne annuelle de 8,6 millions de véhicules.

## Toponymie
Le pont est nommé en l'honneur de John Yule (1812-1886), dernier seigneur de Chambly-Est et homme d'affaires qui fut à l'origine de la construction du premier pont sur la rivière Richelieu en 1847, dans l'emprise du pont actuel.